# Dimitri Naïditch
 (novembre 2012).
Si vous disposez d'ouvrages ou d'articles de référence ou si vous connaissez des sites web de qualité traitant du thème abordé ici, merci de compléter l'article en donnant les références utiles à sa vérifiabilité et en les liant à la section « Notes et références ».
Dimitri Naïditch, né en 1963, est un pianiste franco-ukrainien.

## Biographie
Dimitri Naïditch est né à Kiev en 1963 d’un père physicien et académicien des Sciences et d’une mère, Nina, professeur de piano pour les jeunes de 3 à 18 ans. Dès la petite enfance, il se produit dans diverses salles de concert de sa ville natale. À 17 ans, à la fin de ses études à l’École secondaire spéciale de musique pour les enfants surdoués de Kiev, il obtient le diplôme de pianiste-interprète.
En 1988–89, il remporte le Concours national de piano de Vilnius (Lituanie) et le Concours international de Kalis (Pologne). Puis en 1990, Dimitri Naïditch couronne ses études à l'Académie supérieure de musique de Kiev par quatre premiers prix : interprétation, musique de chambre, professorat et accompagnement, et se perfectionne à l'Académie Gnessine de Moscou, avec Igor Brill (ru) pendant deux ans. Parallèlement, il participe aux principaux festivals de jazz d’Europe de l’Est, de Suisse, d’Italie, avec ses compositions personnelles et écrit la musique de plusieurs créations théâtrales d'Ukraine et de Russie. La radio nationale d'Ukraine enregistre une partie de ses compositions pour la Phonothèque en Or.
En 1991, il s'installe en France où il poursuit ses activités de concertiste et, à partir de 1994, enseigne au Conservatoire national supérieur de musique et de danse de Lyon. Il est ensuite lauréat de plusieurs concours de jazz, notamment celui de La Défense Jazz Festival. Le collectif des centres culturels lyonnais « Suivez le jazz » le désigne « Révélation de la saison 94-95 » et lui fait faire les premières parties des concerts d'Ahmad Jamal, Louis Sclavis, etc.
En 1996 sort son premier album en solo : De l’avis d’un clown (IDA Records) et en 1999, il crée et prend la direction artistique d’un festival de musique classique et de jazz : « Les Mélomanies d’Annonay ». Dans le cadre de ce festival, il réalise de nombreux projets, notamment pour orchestres symphoniques et piano.
Dimitri Naïditch poursuit une activité de concertiste en France et à l’étranger, se produisant en solo ou avec différents orchestres symphoniques notamment avec l’Orchestre national philharmonique de Kiev, l’Orchestre symphonique de Lille, l’Orchestre symphonique du théâtre Mariinsky de Saint-Pétersbourg, l’Orchestre symphonique de Cannes et d’autres. Plusieurs de ses récitals sont diffusés en direct sur France Musique. Il se produit également avec l'ARFI (Marmite Infernale), en trio avec Jean-Jacques Avenel et Joël Allouche, en duo avec Didier Lockwood, Gilles Apap, Vladimir Chevel, Alessandro Quarta, etc. Il accompagne par ailleurs Richard Galliano, Pierre Amoyal, Howard Butten, Rick Margitza, Andy Sheppard, Marie-Claude Pietragalla, etc.
Parallèlement à son activité de concertiste, Dimitri Naïditch réalise plusieurs commandes en tant que compositeur (pièces pour des enfants, musique pour le théâtre, documentaires, etc.) et anime régulièrement des masterclasses dans différents conservatoires de France, ainsi qu’au centre de musique Didier Lockwood.
En 2002, il compose Sympholies, vaste fresque pour piano et orchestre, qu'il interprète avec la Philharmonie de Kiev, après avoir joué en première partie le 3e concerto pour piano de Rachmaninov.
En octobre 2005, Dimitri Naïditch sort un deuxième album de piano solo consacré au jazz – Cossia, sur le label Âmes distribué par Harmonia Mundi. Il partage l’affiche du spectacle Le Jazz et la Diva avec Caroline Casadesus et Didier Lockwood, produit à la Pépinière Opéra, au Théâtre de la Gaîté-Montparnasse et au Théâtre Tristan Bernard avant de partir en tournée pour plus de 200 représentations, une nomination aux Victoires de la musique 2006 et le Molière du meilleur spectacle musical 2006.
En 2007-2009, il réalise un projet autour du folklore ukrainien qu’il revisite à la lumière du jazz et de la musique contemporaine. Ce travail donne lieu à plusieurs spectacles : Les Chants d’Ukraine, Davnina et Trio Kiev qui sont présentés dans plusieurs festivals de jazz et de musiques traditionnelles.
En 2009-2010, il crée le spectacle musical solo Ma vie en morceaux qui mélange théâtre, humour, musique classique et jazz, et dont plusieurs représentations sont données au Théâtre de la Gaîté-Montparnasse à Paris au cours de l’année 2011.
En 2012, Jean-François Zygel invite Dimitri Naïditch à donner un concert au Théâtre du Châtelet sur le thème de « Bach en Jazz » qu’il prolonge par une invitation à son émission « La Boîte à Musique » sur France 2 pour une revisitation en jazz du thème de la 40e Symphonie de Mozart. Le répertoire « Bach en Jazz » donne lieu à plusieurs représentations au Théâtre de la Gaîté-Montparnasse, notamment une soirée spéciale donnée pour le groupe LVMH.
Il prolonge ensuite son travail d’interprétation jazz des grands compositeurs classiques avec Mozart, dont il présente une relecture de la Fantaisie en Ré Mineur et du Concerto pour piano n°20 lors de l’émission « La Boîte à Musique » du 31 août 2012 sur France 2.
Janvier 2013, Jean-François Zygel invite Dimitri Naïditch pour un concert sur Tchaïkovski au Théâtre du Châtelet dont il livre ensuite une interprétation du Lac des Cygnes lors de l’émission « La Boîte à Musique » diffusée le 16 août 2013. Il donne plusieurs concerts sur Jean-Sébastien Bach au cours de l'année 2013 et donne deux représentations en Italie en mars 2013 au Palais Visconti de Milan pour le groupe LVMH.

## Discographie
- De l’Avis d’un Clown IDA Records, 1999
- Cossia Âmes / Harmonia Mundi, 2005
- Le Jazz et la Diva avec Didier Lockwood et Caroline Casadesus, Âmes, 2006
- Bach Up Dinaï Records 2019
- Ah vous dirai-je... Mozart Dinaï Records 2021

## Composition pour le cinéma
- Blaise Cendrars de Claude-Pierre Chavanon pour France 3 (1998)
- 2024 : Le Choix du pianiste de Jacques Otmezguine

## Télévision
- La Boîte à Musique de Jean-François Zygel du 30/08/2012 sur France 2, sur Mozart
- La Boîte à Musique de Jean-François Zygel du 16/08/2013 sur France 2, sur Tchaïkovski